# Lastage
Die Lastage ist eines der ältesten Wohnviertel (niederländisch Buurt) in der Gemeinde Amsterdam (Provinz Nordholland), Hauptstadt der Niederlande. Das Viertel hatte 2024 rund 1100 Einwohner.

## Geschichte

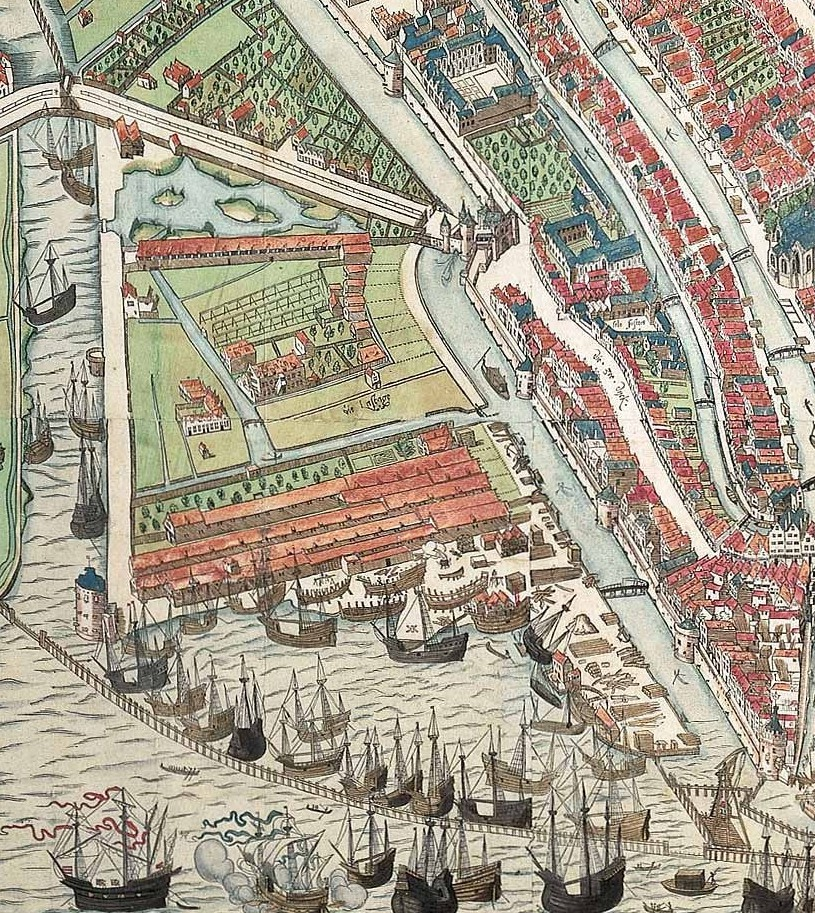
Die Lastage in einer Ansicht aus dem Jahre 1544: Links die Oude Schans mit Montelbaanstoren, rechts die Geldersekade mit dem Stadttor Sint Antoniespoort, Ausschnitt aus einem kolorierten Holzschnitt von Cornelis Anthonisz.

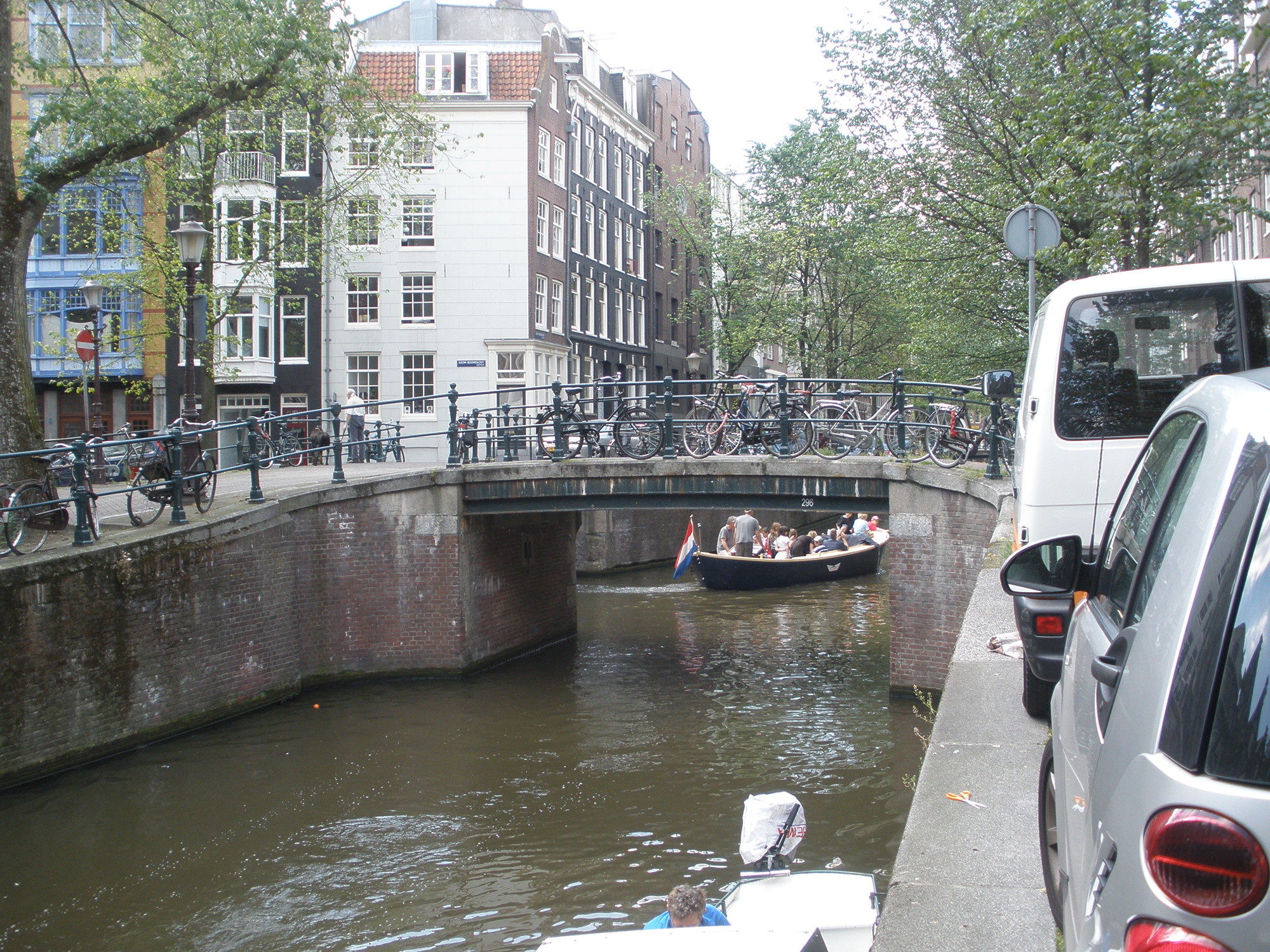
Recht Boomssloot mit Geurt Brinkgrevebrug (Brücke Nr. 296), vor der Abzweigung des Krom Boomssloot, im Jahre 2009.

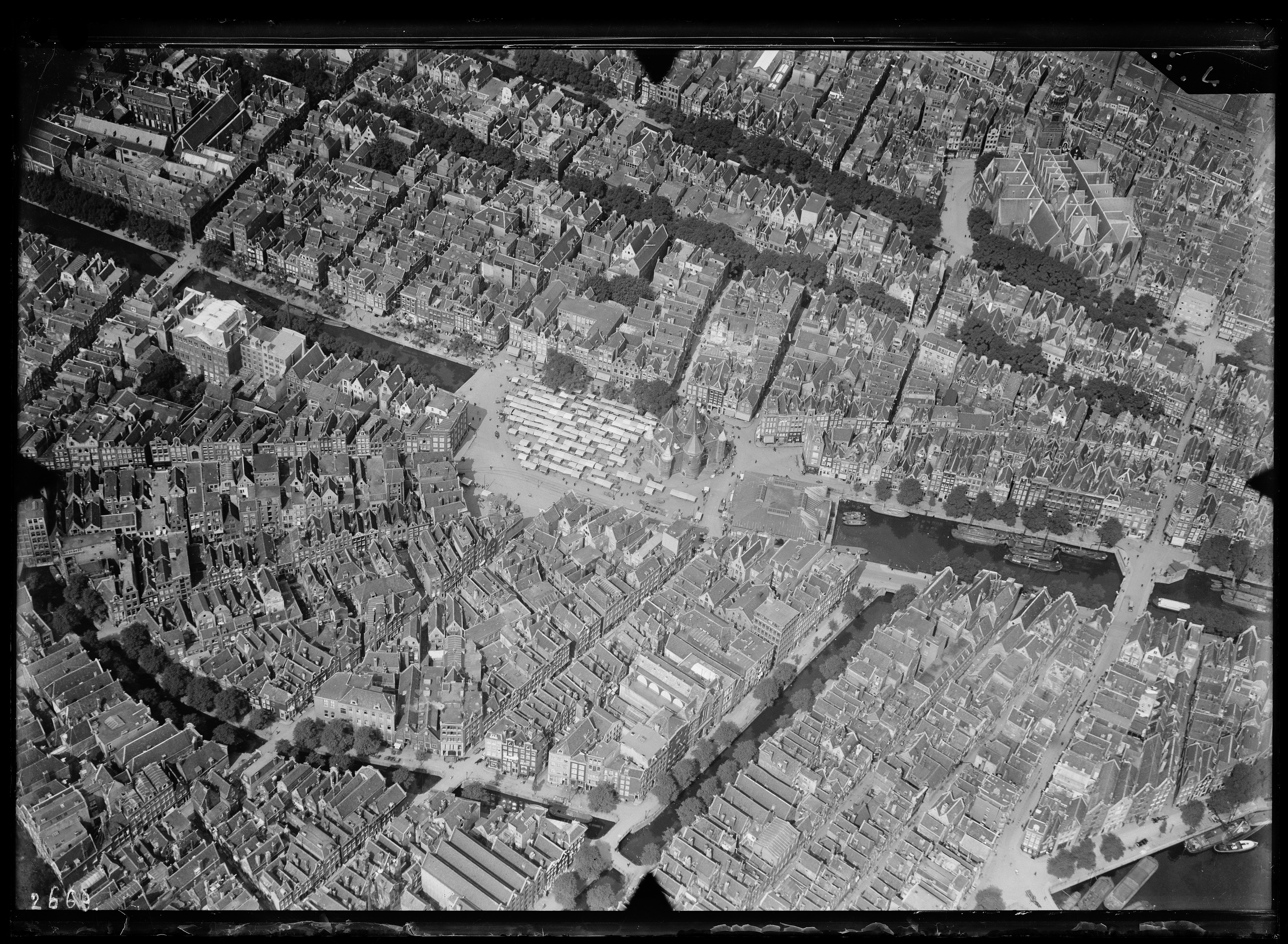
Luftaufnahme ca. 1930: Rechts unten der zentrale Teil der Lastage zwischen Recht Boomssloot, Geldersekade und Waalseilandsgracht, in der Bildmitte der Nieuwmarkt mit der Waag.

Das Wohn- und Ausgehviertel Lastage war im mittleren und ausgehenden 16. Jahrhundert ein bedeutendes Industrie- und Hafengebiet in Amsterdam. Die Lastage lag außerhalb der Amsterdamer Stadtmauern und wurde durch den Wartturm Montelbaanstoren vor möglichen Angriffen von See her geschützt. Das heutige Viertel Lastage wird im Nordwesten begrenzt durch die Geldersekade, im Nordosten durch das Oosterdok und die Waalseilandsgracht, im Südosten durch die Oude Schans und im Südwesten durch den Recht Boomssloot. Die nächsthöhere Verwaltungsebene ist der Stadtteil (niederländisch Wijk) Nieuwmarkt/Lastage und umfasst neben der Lastage die Buurten Oosterdokseiland, Scheepvaarthuisbuurt, Rapenburg, Uilenburg, Valkenburg, Waterloopleinbuurt, Zuiderkerkbuurt und Nieuwmarkt.
Um 1530 wurden der Recht Boomssloot und der Krom Boomssloot angelegt. Die damaligen Entwässerungsgräben wurden später nach Bürgermeister Cornelis Pietersz. Boom (?–1579) benannt, der diese zu Grachten hatte ausbauen lassen. Hiermit stellte Boom eine Verbindung für seine Schiffswerft auf der Lastage zum Amsterdamer IJ her. Durch den Bau einer neuen Festungsmauer im Jahre 1585 kam die Lastage innerhalb der Stadt zu liegen. Wegen des schnellen Wachstums der Gemeinde erfolgte zwischen 1585 und 1596 die Erste und Zweite Erweiterung von Amsterdam (Eerste en Tweede uitleg van Amsterdam). Die Inseln (niederländisch Eilanden) Uilenburg und Marken (später Valkenburg genannt), die Halbinsel (niederländisch Schiereiland) Rapenburg sowie die Lastage dienten als Lagerstätten für Bauholz und waren Standorte für Schiffswerften und Schmiedebetriebe. Ende des 16. Jahrhunderts wurden die ersten Wohnhäuser auf der Lastage errichtet. Diese Bauphase dauerte etwa 25 Jahre an, nämlich von 1589 bis 1614.

## Weiterführende Literatur
Buch: * Dick van der Horst, Martin Pruijs: In en om de Lastage. Uitgeverij Appelboek, Hoorn 1993.
Zeitschrift: * Jeroen van der Vliet, Tussen wal en schip. De Amsterdamse Lastage in de zestiende eeuw. In: „Tijdschrift voor Zeegeschiedenis“, Nr. 25, 2006. Uitgeverij: Verloren, Hilversum. (ISSN 0167-9988ha)